# Pierre Mocaër
Pour les articles homonymes, voir Mocaer.
Pierre Mocaër, né à Paris le 14 mai 1887 de parents originaires du Finistère, et décédé à Brest le 4 février 1961, est un homme politique français, écrivain, journaliste, militant breton.

## Vie
Ses parents, d'origine bretonne, étant venus s'y établir, il fait ses études au Lycée de Quimper avant de les poursuivre à l'École des Hautes Études Commerciales à Paris dont il sort parmi les premiers.
Grand voyageur, parcourant l'Europe, il a appris de nombreuses langues anciennes et modernes. Il était capable d'improviser des discours en gallois, en anglais, en espagnol, en allemand, en néerlandais ou en norvégien, tout aussi bien en breton et, bien sûr, en français, ce qui lui permit d'exercer le métier d'interprète assermenté auprès des tribunaux.
Le 5 juillet 1921 il épouse à Brest Simone le Goaster.

## Actions politiques
Installé à Lorient en 1911, il y fit la connaissance de Jean-Pierre Calloc'h et suivit des cours de breton vannetais de Loeiz Herrieu.
Il collabora aux deux journaux dirigés par celui-ci, Pays Breton et Dihunamb.
En 1912, il devint membre de la Fédération régionaliste de Bretagne ou Unvaniezh Arvor et en 1913, il est admis comme barde Gwas Eussa (Le serviteur d'Ouessant) dans le Gorsedd de Bretagne.
Après la guerre de 1914-1918, il devient courtier maritime à Brest et un dirigeant économique influent, membre correspondant de la Chambre de commerce et d'industrie de Brest.
Il se fait connaître comme conférencier traitant avec éloquence et érudition de sujets d'actualité, comme l'enseignement bilingue au Pays de Galles, car il y avait fait un voyage d'études de trois mois, et des questions nationalistes et régionalistes en Bretagne. Il est donc une personnalité importante dans le mouvement politique en Bretagne qui est communément dénommé le Deuxième Emsav.
Il fut élu conseiller général d'Ouessant en 1919 et le resta de très nombreuses années. Il se montra comme un défenseur des marins et des transporteurs routiers.
Il appuya au Conseil général les campagnes de Yann Fouéré pour l'introduction du breton dans les écoles.
Il participe à la création du parti régionaliste breton Adsao en 1928 avec l'Abbé Madec. Toujours conseiller général d'Ouessant, il devient membre de son conseil fédéral.
Il éleva son fils en breton, chose très rare, à cette époque, dans une ville comme Brest.
Il fut aussi délégué permanent pour la Bretagne de l'Association celtique, puis du Congrès celtique et, à ce titre, il fut l'un des organisateurs du Congrès panceltique de Quimper en septembre 1924, puis présida le Comité d'accueil des délégations d'Outre-Manche pour la Fête interceltique organisée par le Consortium breton à Riec-sur-Bélon en août 1927.

## La revue régionalisteBuhez Breiz
En 1919, il crée avec Joseph Ollivier la revue régionaliste Buhez Breiz (Vie de la Bretagne) dont la parution interrompue la même année sera reprise en 1921 jusqu'à la fin de 1924. Pierre Mocaër y fait paraître de nombreux articles sur la Bretagne, son histoire, sa langue et sa littérature. Une maison d'édition du même nom édite des classiques (Gabriel Milin, François-Marie Luzel) et des nouveautés (François Le Lay, Yvon Crocq) en breton.

## Àr en deulin
En 1914, son ami le poète Yann-Ber Kalloc'h, au moment de s'engager et de partir trouver la mort sur le front durant la Première Guerre mondiale, lui confie le manuscrit de son œuvre principale, Àr en deulin (À genoux), au cas où il ne survivrait pas.
C'est grâce à ce dépôt que ce recueil de poésies en breton vannetais de grande qualité a pu être publié chez Plon et Nourrit sous le titre À genoux : Lais bretons en 1921, avec une traduction en français de Mocaër. À partir de 1963, les éditions de la confédération culturelle bretonne Kendalc'h le rééditeront plusieurs fois.

## Seconde Guerre mondiale
Il est l'ami de Fañch Gourvil et de l'abbé Perrot. Il entre en 1942 au Comité consultatif de Bretagne (CCB) et à l'Institut celtique de Bretagne.

## Culture bretonne
Il contresigne en 1941 l'entente entre les écrivains qui a abouti à la mise au point de l'orthographe unifiée du breton, ou peurunvan, mais optera plus tard pour l'orthographe universitaire du breton, dite skolveurieg.
Après la guerre, il se met au service du Congrès celtique en Grande-Bretagne, avant de revenir en 1951 et de présider pendant plus de dix ans, jusqu'à sa mort survenue en 1961, la confédération d'associations culturelles bretonnes Kendalc'h ainsi que l’association Ar Skol dre Lizer. Il présida également de 1959 à 1961 la fédération Emgleo Breiz.
La société Coop Breizh, dont il fut le premier directeur, remet régulièrement un prix « Pierre Mocaër » à des écrivains pour une œuvre en français illustrant la Bretagne.

## Œuvres
- De la nécessité d'une culture nationale. Lorient: Impr. Le Bayon
- L'enseignement bilingue au Pays de Galles. Lorient: Impr. Le Bayon, 1915?
- La question bretonne : régionalisme et nationalisme. Lorient : Impr. Le Bayon, 1916. 35 p. Conférence donnée devant le Groupe lorientais d'Action française.
- Comment les Irlandais défendent leur langue menacée. 6 articles parus dans le Pays breton en 1913-1914.
- Nodiadau am yr hen Geltiaid ; Tueddiadau Llenyddiaeth Llydaw, 1919. En gallois.
- Traduction française accompagnant Jean-Pierre Calloc'h, À genoux : Lais bretons, 1921. Recueil de poésie.